# Juez y parte
Juez y parte és el cinquè disc de Joaquín Sabina, que inicialment s'havia d'anomenar "Primera persona del singular" o "Descaradamente personal", va sortir al mercat a principi de 1985 i firmat per Joaquín Sabina y Viceversa (El grup que l'acompanyava des de feia 2 anys).

## Llista de cançons
1. "Whisky sin soda" - 4:30
2. "Cuando era mas joven" - 4:32
3. "Ciudadano Cero" - 5:00
4. "El joven aprendiz de pintor" - 4:05
5. "Rebajas de Enero" - 3:59
6. "Kung-fu" - 4:02
7. "Balada de Tolito" - 4:55
8. "Incompatibilidad De Caracteres" - 3:26
9. "Princesa" - 4:04
10. "Quedate a dormir" - 5:16